# Vanadium(IV)-chlorid
Vanadium(IV)-chlorid ist eine chemische Verbindung aus der Gruppe der Chloride. Sie liegt in Form einer instabilen, nicht brennbaren, rötlich braunen Flüssigkeit mit stechendem Geruch vor. Bei Einwirkung von Licht oder Luftfeuchtigkeit zersetzt sie sich unter Bildung von Chlorgas bzw. Chlorwasserstoff.

## Gewinnung und Darstellung
Vanadium(IV)-chlorid wird durch Chlorierung von Vanadium bei etwa 300–350 °C gewonnen.
{\displaystyle \mathrm {V+2\ Cl_{2}\longrightarrow VCl_{4}} }

## Eigenschaften
Vanadium(IV)-chlorid ist eine dunkelrotbraune, zähe, an Luft rauchende Flüssigkeit. Mit Wasser erfolgt Hydrolyse (blaue  Lösung). Sie ist löslich in konzentrierter Salzsäure (braune Lösung) und Ether (tiefrote Lösung).
Vanadium(IV)-chlorid ist ein starkes Oxidationsmittel.
Vanadium(IV)-chlorid gibt bei Raumtemperatur langsam Chlor ab, da es in das Trichlorid disproportioniert:
{\displaystyle \mathrm {2\ VCl_{4}\longrightarrow 2\ VCl_{3}+Cl_{2}} }
Dies kann zum Sprengen von fest verschlossenen Gefäßen führen. Ohne Gefahr einer Zersetzung lassen sich Lösungen in Kohlenstofftetrachlorid aufbewahren, aus denen es im Bedarfsfall durch Fraktionierung rein erhalten werden kann.

## Verwendung
Vanadium(IV)-chlorid wird zur Herstellung von anderen Vanadiumverbindungen, sowie bei organischen Synthesen und als Katalysator bei Polymerisationen von Alkenen verwendet.
So zum Beispiel zur Kopplung von Phenolen:
{\displaystyle \mathrm {2\ C_{6}H_{5}OH+2\ VCl_{4}\longrightarrow HOC_{6}H_{4}{-}C_{6}H_{4}OH+2\ VCl_{3}+2\ HCl} }

## Sicherheitshinweise
Vanadium(IV)-chlorid zersetzt sich in Wasser mit heftiger Reaktion. Die einatembaren Stäube von Vanadium und seinen anorganischen Verbindungen werden von der MAK-Kommission als krebserzeugend, Kategorie 2 und keimzellmutagen, Kategorie 2 eingestuft.